# Radegunda de França
Radegunda de França (em francês:  Radegonde; Chinon, agosto de 1428 — Tours, 19 de março de 1444) foi uma princesa de França por nascimento.

## Família
Radegunda era a primeira filha e terceira criança nascida do rei Carlos VII de França, chamado "o Vitorioso", e da rainha Maria de Anjou. Seus avós paternos eram o rei Carlos VI de França e Isabel da Baviera. Seus avós maternos eram Luís II, Duque de Anjou e Iolanda de Aragão.

## Biografia
Ela recebeu seu nome em honra a santa Radegunda, a rainha consorte de Clotário I da Dinastia merovíngia.
Em 22 de julho de 1430, na cidade austríaca de Innsbruck, a princesa de apenas um ano de idade, ficou noiva do futuro arquiduque Sigismundo da Áustria, que tinha dois anos. Ele era filho do duque Frederico IV da Áustria e de Ana de Brunsvique-Luneburgo, sua segunda esposa.
De acordo com a obra Chronique de Charles VII de Jean Chartier, Radegunda esteve presente no casamento de Luís, delfim de França com a princesa Margarida da Escócia, na Catedral de Tours, em 25 de junho de 1436.
O casamento entre Radegunda e Sigismundo nunca foi realizado. Com apenas quinze anos, ela morreu de pleuresia, contraída após seu retorno de uma peregrinação à Basílica de Nossa Senhora da Espinha, em L'Épine. Ele, porém, casou-se mais de uma vez.
A princesa foi enterrada de Catedral de Tours, também conhecida como Catedral de Saint-Gatien.